# Contea di Le'an
La contea di Le'an (乐安县S, Lè'ān XiànP) è una contea della Cina, situata nella provincia di Jiangxi e amministrata dalla prefettura di Fuzhou.